# Cosenza Calcio
Cosenza Calcio (früher Cosenza Calcio 1914, AS Cosenza Calcio, Fortitudo Cosenza und Nuova Cosenza Calcio) ist ein italienischer Fußballclub aus der kalabrischen Stadt Cosenza. Die Vereinsfarben sind Rot und Blau. Als Spielstätte dient dem Verein das Stadio San Vito – Gigi Marulla, es bietet Platz für 20.987 Zuschauer. Die AS Cosenza Calcio wurde im Jahr 2007 aufgelöst. Nach der Auflösung wechselte der Verein Rende Calcio 1968 aus der nahe gelegenen Stadt Rende nach Cosenza und firmierte danach unter dem Namen Fortitudo Cosenza. Im Jahr 2008 folgte die Umbenennung des Vereins auf den Namen Cosenza Calcio.

## Kader der Saison 2024/25
Stand: 5. Januar 2025
| Nr. |           | Position | Name                 |
| --- | --------- | -------- | -------------------- |
| 1   | Italien   | TW       | Alessandro Micai     |
| 2   | Italien   | AB       | Baldovino Cimino     |
| 4   | Italien   | AB       | Pietro Martino       |
| 5   | Italien   | AB       | Michele Camporese    |
| 6   | Brasilien | MF       | Charlys              |
| 10  | Italien   | ST       | Tommaso Fumagalli    |
| 11  | Italien   | MF       | Tommaso D'Orazio     |
| 12  | Italien   | TW       | Gabriele Baldi       |
| 15  | Italien   | AB       | Christian Dalle Mura |
| 16  | Italien   | MF       | Manuel Ricciardi     |
| 17  | Italien   | AB       | Alessandro Caporale  |
| 18  | Ghana     | AB       | Bright Gyamfi        |
| 19  | Italien   | ST       | Riccardo Ciervo      |
| 20  | Italien   | MF       | Andrea Rizzo Pinna   |
| 21  | Italien   | ST       | Massimo Zilli        |

| Nr. |                | Position | Name                 |
| --- | -------------- | -------- | -------------------- |
| 22  | Italien        | TW       | Thomas Vettorel      |
| 23  | Italien        | AB       | Michael Venturi      |
| 24  | Italien        | MF       | José Mauri           |
| 28  | Elfenbeinküste | MF       | Christian Kouan      |
| 29  | Italien        | AB       | Filippo Sgarbi       |
| 30  | Italien        | ST       | Simone Mazzocchi     |
| 31  | Italien        | MF       | Giacomo Ricci        |
| 32  | Italien        | ST       | Luca Strizzolo       |
| 34  | Italien        | MF       | Aldo Florenzi        |
| 36  | Australien     | ST       | Jahce Novello        |
| 39  | Griechenland   | MF       | Christos Kourfalidis |
| 55  | Bulgarien      | AB       | Andrea Christow      |
| 90  | Italien        | MF       | Gianmarco Begheldo   |
|     | Italien        | TW       | Alessandro Lai       |

## Ehemalige Spieler
- Federico Agliardi
- Angelo Alessio
- David Balleri
- Domenico Berardi
- Mark Edusei
- Michele Fini
- Stefano Fiore
- Radu Florian
- Gianluigi Lentini
- Cristiano Lucarelli
- Christian Manfredini
- Massimo Margiotta
- Luigi Marulla
- Stefano Morrone
- Marco Negri
- Michele Padovano
- Daniele Portanova
- Francesco Rizzo
- Mohamed Sankoh
- Marius Stankevičius
- Tommaso Tatti
- Giacomo Tedesco

## Ehemalige Trainer
- Renzo Aldi
- Mihály Balacics
- Enzo Bellini
- Enzo Benedetti
- Angelo Benincasa
- Gianni De Biasi
- Piero Braglia
- Washington Cacciavillani
- Cesare Cassanelli
- Sergio Codognato
- Guido Corbelli
- Tito Corsi
- Attilio Demaría
- Gaetano Fontana
- Pietro Fontana
- Gian Piero Ghio
- Bruno Giorgi
- Ezio Glerean
- Franz Hänsel
- Otto Krappan
- András Kuttik
- Francesco Liguori
- Umberto Mannocci
- Luigi Marulla
- Gianni Di Marzio
- Emiliano Mondonico
- Vincenzo Montefusco
- Oscar Montez
- Vittorio Mosele
- Lucio Mujesan
- Bortolo Mutti
- Sándor Peics
- Lino De Petrillo
- Angelo Piccaluga
- Afro De Pietri
- Gastone Prendato
- Edoardo Reja
- Domenico Rosati
- Giorgio Roselli
- Egizio Rubino
- Mario Russo
- Antonio Sala
- Giuseppe Sannino
- Franco Scoglio
- Fausto Silipo
- Luigi Simoni
- Mario Somma
- Antonio Soncini
- Nedo Sonetti
- Paolo Stringara
- Paolo Todeschini
- Domenico Toscano
- János Vanicsek
- Walter De Vecchi
- Renato Vignolini
- Giancarlo Vitali
- Alberto Zaccheroni
- Gyula Zsengellér